# Sikorsky HH-60 Pave Hawk
Pour les articles homonymes, voir H-60, Pave et Hawk.
Le HH-60 Pave Hawk est un hélicoptère  de recherche et sauvetage au combat des États-Unis, fabriqué par Sikorsky Aircraft Corporation. 

## HH-60G

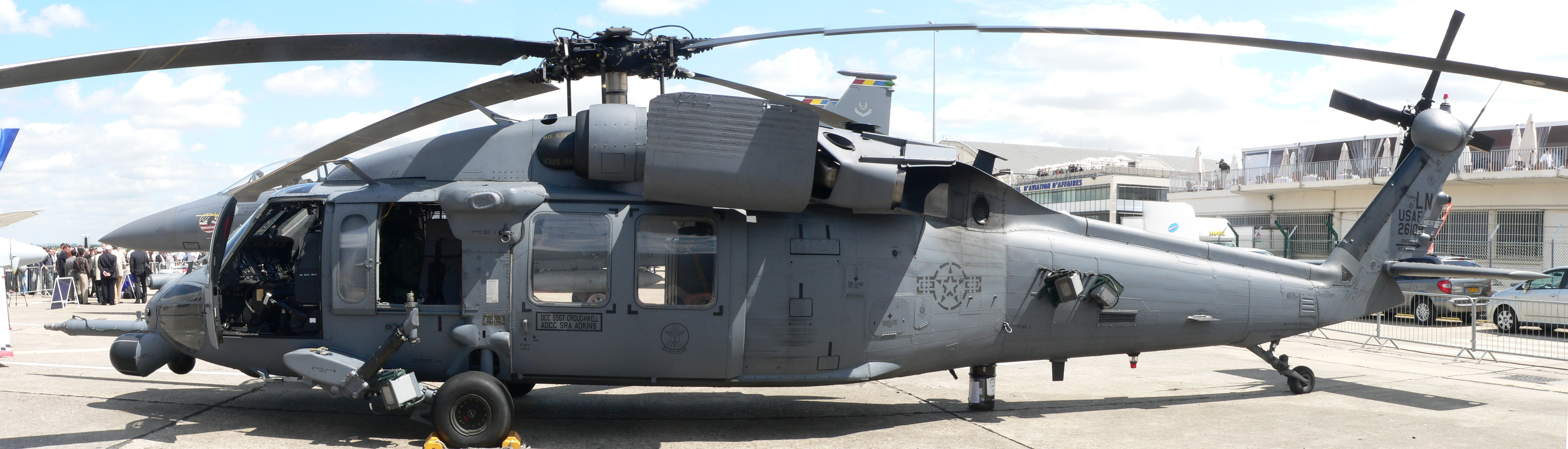
Un HH-60G au salon international de l'aéronautique et de l'espace de Paris-Le Bourget 2007.

Il est entré en service en 1982 dans la United States Air Force et un total de 112 unités ont été construitesinitialement avant de porter le nombre d'unités à 223.
Il est l'une des nombreuses versions du UH-60 Blackhawk, lui-même dérivé du Sikorsky S-70. Il s'agit de la première version ravitaillable en vol de cette gamme. Il est néanmoins plus petit que le UH-60. Le rôle du HH-60G Pave Hawk est de s'infiltrer dans des milieux hostiles, de jour comme de nuit, afin de porter secours à du personnel en zone de combat. En janvier 2009, 101 sont en service dans l'USAF. En janvier 2018, 97 sont en service mais un exemplaire s'est écrasé en Irak le 15 mars.

## HH-60W
En 2006, la USAF lance un programme nommé CSAR-X pour le remplacer à l'horizon 2012 mais celui-ci est abandonné. 
Dans le cadre du programme Combat Rescue Helicopter (CRH) lui succédant, il est prévu qu'il soit remplacé par le HH-60W (« Whisky ») dont l'assemblage final a lieu à Stratford, dans le Connecticut et le premier vol a lieu le 17 mai 2019 depuis le centre de contrôle du développement de Sikorsky de West Palm Beach, en Floride.
Sikorsky assure que le HH-60W est l'hélicoptère le plus connecté jamais conçu. Il dispose aussi d'une capacité interne d'emport en carburant presque doublée par rapport au UH-60M Black Hawk.
Le projet de budget de la défense américain pour l'année fiscale 2019 prévoit la production en présérie de 10 CHR. Lockheed Martin s'est vu attribuer un contrat d'une valeur de 1,5 milliard de dollars américains pour la production de quatre appareils de développement et cinq appareils de démonstration. 112 unités pourraient être commandées. Le programme global est évalué à 7,9 milliards de dollars.
Six hélicoptères sont dédiés au programme d'essais de développement dont le premier vol a lieu le 11 juillet 2019.
Le 27 février 2020 l'hélicoptère HH-60W a été baptisé Jolly Green II par madame Barbara Barrett, alors Secrétaire à la Force aérienne des États-Unis. Ce choix est une référence au Jolly Green Giant de la guerre du Vietnam.
Les deux premiers appareils opérationnels sont livrés le 5 novembre 2020 sur la base aérienne de Moody dans l'état de Géorgie.
En mars 2022, 17 sont en service. L'USAF a déclaré à cette date n'en vouloir plus que 75.
Le 18 décembre 2024, les dernières unités sont retirées du service.